# Gabersdorf
Gabersdorf  är en ort och kommun i Österrike. Den ligger i distriktet Leibnitz i förbundslandet Steiermark.
Kommunen består av fyra orter (Ortschaften) (inom parentes invånarantal 1 januari 2024):
- Gabersdorf (364)
- Landscha an der Mur (387)
- Neudorf an der Mur (374)
- Sajach (155)